# Moja młodość
Moja młodość – album kompilacyjny Jerzego Połomskiego, wydany w 1993 roku.

## Lista utworów

### Płyta CD
1. „Jeśli chcesz podaruje ci księżyc” (muz. U. Calise, sł. W. Orłowski) – (2:38)
2. „Mój dom na Ciebie czeka” (muz. A. Babadżanian, sł. E. Fiszer) – (2:54)
3. „Jak to dziewczyna” (muz. S. Remboski, sł. A. Bianusz) – (4:46)
4. „Co mówi wiatr” (muz. P. Czajkowski, sł. Z. Stawecki) – (4:14)
5. „Moja miła, moja cicha, moja śliczna” (muz. A. Piechowska, sł. I. Iredyński) – (3:45)
6. „Daj” (muz. J. A. Marek, sł. A. Kreczmar) – (3:05)
7. „Tylko ona jedna” (muz. J. Szczygieł, sł. Z. Stawecki) – (2:55)
8. „Iść za marzeniem” (muz. A. Skorpuka, sł. J. Korczakowski) – (3:47)
9. „Nie przyznam się” (muz. E. Spyrka, sł. A. Kreczmar) – (3:47)
10. „Tak daleko nam do siebie” (muz. J. Szczygieł, sł. J. Korczakowski) – (4:09)
11. „Jeszcze wczoraj” (muz. S. Krajewski, sł. K. Dzikowski, K. Winkler – (3:09)
12. „Niebieska chusteczka” (muz. J. Petersburski, sł. A. Tur – (2:07)
13. „Bal na dwoje serc” (muz. A. Brzozowski, sł. R. Czubaszyński – (3:42)
14. „Bo z dziewczynami” (muz. S. Remboski, sł. A. Bianusz) – (3:08)
15. „Arlekin” (muz. E. Dymitrow, sł. R. Sadowski) – (4:12)
16. „Sentymentalny świat” (muz. S. Krajewski, sł. J. Has) – (3:36)
17. „Kochaj mnie mniej” (muz. J. A. Marek, sł. A. Kreczmar) – (3:02)
18. „Czy Moja” (muz. J. A. Marek, sł. A. Kreczmar) – (3:28)
19. „Moja młodość” (muz. S. Krajewski, sł. A. Osiecka) – (4:55)
20. „Otul mnie swetrem” (muz. S. Krajewski, sł. J. Cygan) – (4:38)[1]

### Kaseta
| Strona A 1. „Jeszcze wczoraj” (muz. S. Krajewski, sł. K. Dzikowski, K. Winkler – (3:09) 2. „Arlekin” (muz. E. Dymitrow, sł. R. Sadowski) – (4:12) 3. „Kochaj mnie mniej” (muz. J. A. Marek, sł. A. Kreczmar) – (3:02) 4. „Moja młodość” (muz. S. Krajewski, sł. A. Osiecka) – (4:55) 5. „Otul mnie swetrem” (muz. S. Krajewski, sł. J. Cygan) – (4:38) |  | Strona B 1. „Jeśli chcesz podaruje ci księżyc” (muz. U. Calise, sł. W. Orłowski) – (2:38) 2. „Mój dom na Ciebie czeka” (muz. A. Babadżanian, sł. E. Fiszer) – (2:54) 3. „Jak to dziewczyna” (muz. S. Remboski, sł. A. Bianusz) – (4:46) 4. „Czy Moja” (muz. J. A. Marek, sł. A. Kreczmar) – (3:28) 5. „Bal na dwoje serc” (muz. A. Brzozowski, sł. R. Czubaszyński – (3:42) 6. „Niebieska chusteczka” (muz. J. Petersburski, sł. A. Tur – (2:07) |

## Zespoły towarzyszące
Kierownicy zespołów
- Piotr Figiel (1)
- Bogusław Klimczuk (2, 3, 4)
- Leszek Bogdanowicz (5, 6, 9, 12, 15)
- Jan Pruszak (7, 14, 17)
- Adam Skorupka (8, 16)
- Jacek Szczygieł (10, 13)
- Adam Wiernik (11)

Zespół
- Orkiestra Polskiego Radia w Warszawie pod dyr. Stefana Rachonia (18)

Aranżacja i akompaniament
- Seweryn Krajewski (19)
- Mikołaj Hertel (20)[1]